# Nicolas Leutwiler
Nicolas "Niki" Leutwiler (Fribourg, 2 november 1960) is een Zwitsers autocoureur.

## Carrière
Leutwiler begon zijn autosportcarrière in de jaren '80. In 1988 werd hij zevende in de Porsche 944 Turbo Cup. In 1989 stapte hij over naar de Lights-klasse van de IMSA GT. Hij begon het seizoen bij Bieri Racing, voordat hij overstapte naar Huffaker Racing. Hij werd achtste in het kampioenschap en werd uitgeroepen tot de beste rookie van het jaar.
In 1990 keerde Leutwiler terug naar Europa om deel te nemen aan de Duitse Porsche Carrera Cup. Hij behaalde een overwinning op AVUS en werd tiende in de eindstand. Dat jaar werd hij ook, samen met Georg Memminger, negende in de 24 uur van Spa-Francorchamps in een Porsche 911 Carrera Type 964. In 1993 en 1994 nam hij in een Porsche 968 CS deel aan de 12 uur van Bathurst, waarin hij in zijn tweede poging als tweede eindigde. In de Australian Super Production Car Series werd hij dat jaar zesde.
Na een lange pauze keerde Leutwiler in 2002 terug in de autosport en reed hij samen met Georg Silbermayr en Dieter Schornstein in de 24 uur van de Nürburgring. In een Porsche 911 GT3 Type 996 werd hij vierde in de race en derde in de A7-klasse. In 2005 reed hij voor JP Racing drie races in de GT2-klasse van de Le Mans Endurance Series.

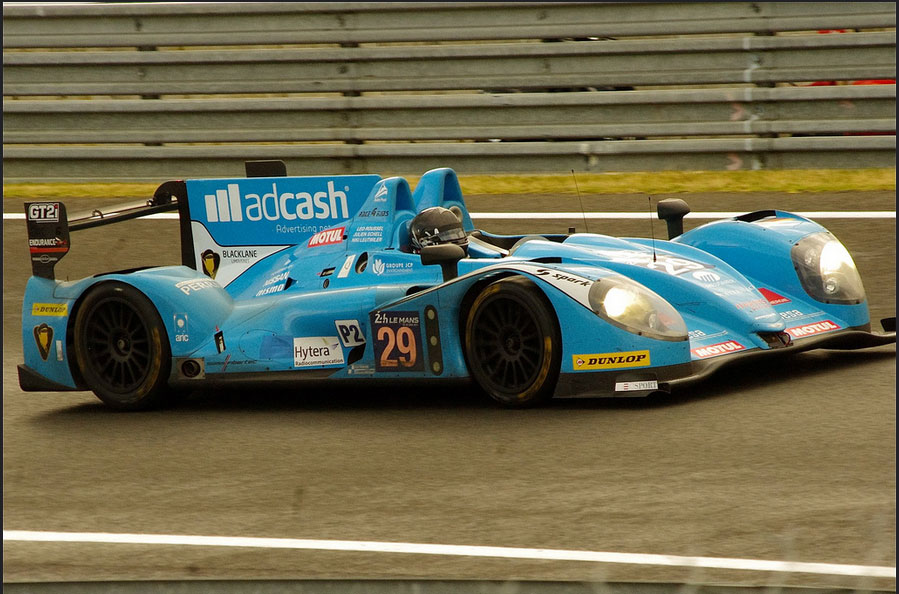
Nicolas Leutwiler tijdens de 24 uur van Le Mans in 2014.

In 2012 en 2013 trad Leutwiler aan in de Speed EuroSeries. In zijn eerste jaar werd hij elfde in de eindstand, voordat hij in 2013 in een Ligier JS53 voor het Team Pegasus Racing de titel wist te winnen. In 2014 kwam hij voor Pegasus uit in de European Le Mans Series (ELMS), de opvolger van de Le Mans Endurance Series, en werd hij vijftiende in de eindstand. Tevens debuteerde hij dat jaar in de 24 uur van Le Mans en werd hierin samen met Julien Schell en Léo Roussel tiende in de LMP2-klasse.
In 2015 won hij de titel in de KTM X-BOW Battle. In het seizoen 2015-2016 kwam hij uit in de Asian Le Mans Series. Voor het team Race Performance behaalde hij twee zeges op de Fuji Speedway en het Sepang International Circuit en eindigde hij in de andere twee races eveneens op het podium. Met 84 punten werd hij kampioen in de LMP2-klasse. In 2016 reed hij voor hetzelfde team in twee races van de LMP2-klasse en een race van de LMP3-klasse in de ELMS. Tevens reed hij opnieuw in de 24 uur van Le Mans, waarin hij met James Winslow en Shinji Nakano zeventiende werd in de LMP2.
In 2017 keerde Leutwiler terug naar de GT-racerij en kwam hij uit in de GT4 European Series, waarin hij in een Porsche 718 Cayman Type 982 drie jaar actief bleef. Zijn beste eindklassering in het kampioenschap was een zevende plaats in de Pro-Am-klasse van het Zuid-Europese kampioenschap in 2017. In 2019 reed hij tevens in de GT Open Cup.
In 2020 kwam Leutwiler uit in de International GT Open en werd hij in een Porsche 911 GT3-R voor het team PZ Oberer Zürichsee by TFT met vijf podiumfinishes derde in de eindstand. Datzelfde jaar werd hij vierde in de Michelin Le Mans Cup met twee zeges op het Circuit Paul Ricard en het Autodromo Nazionale Monza. In 2021 won hij in de GT3-klasse van dit kampioenschap de titel met overwinningen op het Circuit de Barcelona-Catalunya en het Circuit de la Sarthe.
In 2022 debuteerde Leutwiler in het FIA World Endurance Championship in de LMGTE Am-klasse bij het Team Project 1, waar hij een Porsche 911 RSR-19 deelde met Matteo Cairoli en Mikkel O. Pedersen. Hij behaalde een podiumplaats in de 6 uur van Monza, voordat hij de seizoensfinale in de 8 uur van Bahrein wist te winnen. Met 71 punten werd hij zevende in de eindstand.
In 2023 stapte Leutwiler over naar de GT World Challenge Europe Endurance Cup, waarin hij voor Car Collection Motorsport een Porsche 911 GT3 R deelde met Alex Fontana en Ivan Jacoma. Hij won de race op Paul Ricard en stond hiernaast nog tweemaal op het podium en werd zo met 102 punten kampioen in de Pro-Am Cup. Verder keerde hij terug naar de GT4 European Series, waarin hij met een zege op het Circuit de Spa-Francorchamps zesde werd.